# StatCounter
StatCounter é um site de análise de tráfego Web iniciado em 1999. O acesso aos serviços básicos é gratuito e os serviços avançados podem custar entre US$5 e US$ 119 por mês. O StatCounter está sediado em Dublin, Irlanda. As estatísticas do StatCounter são usadas para calcular a participação no uso da Web, por exemplo. Desde maio de  2019, o StatCounter é usado em 0,9% de todos os sites.
As estatísticas do StatCounter são derivadas diretamente do número de acessos — em oposição a visitantes únicos — de 3 milhões de sites que usam o StatCounter, resultando em acessos totais de mais de 15 bilhões por mês. Nenhuma ponderação artificial é usada para corrigir o viés de amostragem, portanto os números nas estatísticas não podem ser considerados amostras representativas.
A empresa foi fundada por Aodhán Cullen aos 16 anos. Cullen recebeu o prêmio “Internet Hero” no Eircom Golden Spider Awards de 2008. Foi também nomeado “Jovem Empreendedor Europeu do Ano” pela BusinessWeek de 2007.